# Last Run
Last Run è un film del 2001 scritto e diretto da Anthony Hickox, che ha peraltro avuto un ruolo nel cast artistico.
La pellicola affronta le tematiche del clima post-guerra fredda e delle conseguenze politiche in Russia della caduta del muro di Berlino, in un mix d'azione, spionaggio, thriller e drammaticità.